# Franklin Carmichael
Pour les articles homonymes, voir Carmichael.
Franklin Carmichael, né le 4 mai 1890 et mort le 24 octobre 1945, est un artiste canadien et le plus jeune des membres originaires du Groupe des sept.

## Biographie
Membre le plus jeune du Groupe des sept, Franklin Carmichael est né en 1890 à Orillia, en Ontario. Son père était fabricant de voitures hippomobiles. Carmichael arriva à Toronto à 20 ans et s'inscrivit à l'Ontario College of Art, où il étudia auprès de William Cruikshank et de George Agnew Reid. En 1911, il commença à travailler comme apprenti chez Grip (en) pour un salaire hebdomadaire de 2,50 $CA. Il se joignit alors à Tom Thomson et à d'autres peintres pour aller peindre sur le motif en week-end. Il partit en Belgique en 1913 pour étudier la peinture, mais revint bientôt en Ontario à cause de la guerre et rejoignit les autres artistes. Carmichael fut beaucoup influencé par Tom Thomson, avec lequel il partagea de l'espace au Studio Building en 1914.
En 1915, Carmichael épousa Ada Lillian Went.
Il fonda avec Alfred Joseph Casson et F. H. Brigden l'Ontario Society of Painters in Watercolour en 1925, puis le Canadian Group of Painters en 1933, dont plusieurs membres du Groupe des sept rejoignirent plus tard les rangs.
Il enseigna à l'Ontario College of Art de 1932 à 1945.
Réputé pour ses aquarelles, il représenta des paysages ontariens dans nombre de ses peintures. L'une de ses contemporaines, Emily Carr, jugea l'œuvre de Carmichael « A little pretty and too soft, but pleasant » (« un peu jolie et trop douce, mais agréable »).
À la vente d'œuvres d'art aux enchères tenue à Toronto en mai 2012, Le Lac Lone, une aquarelle de 44 × 55 cm que Carmichael avait peinte en 1929, atteignit la somme de 330 400 $CA, y compris la commission de 18 % de la maison d'encan Joyner Waddington. Il représente un petit lac qui a été rebaptisé plus tard lac Carmichael en hommage à l'artiste. Ce lac se trouve dans le parc provincial Killarney (en), dans les montagnes La Cloche, près de Sudbury (Ontario).
Carmichael mourut à Toronto le 24 octobre 1945 et fut enterré au cimetière St. Andrew's and St. James d'Orillia.

## Œuvres

Quelques peintures
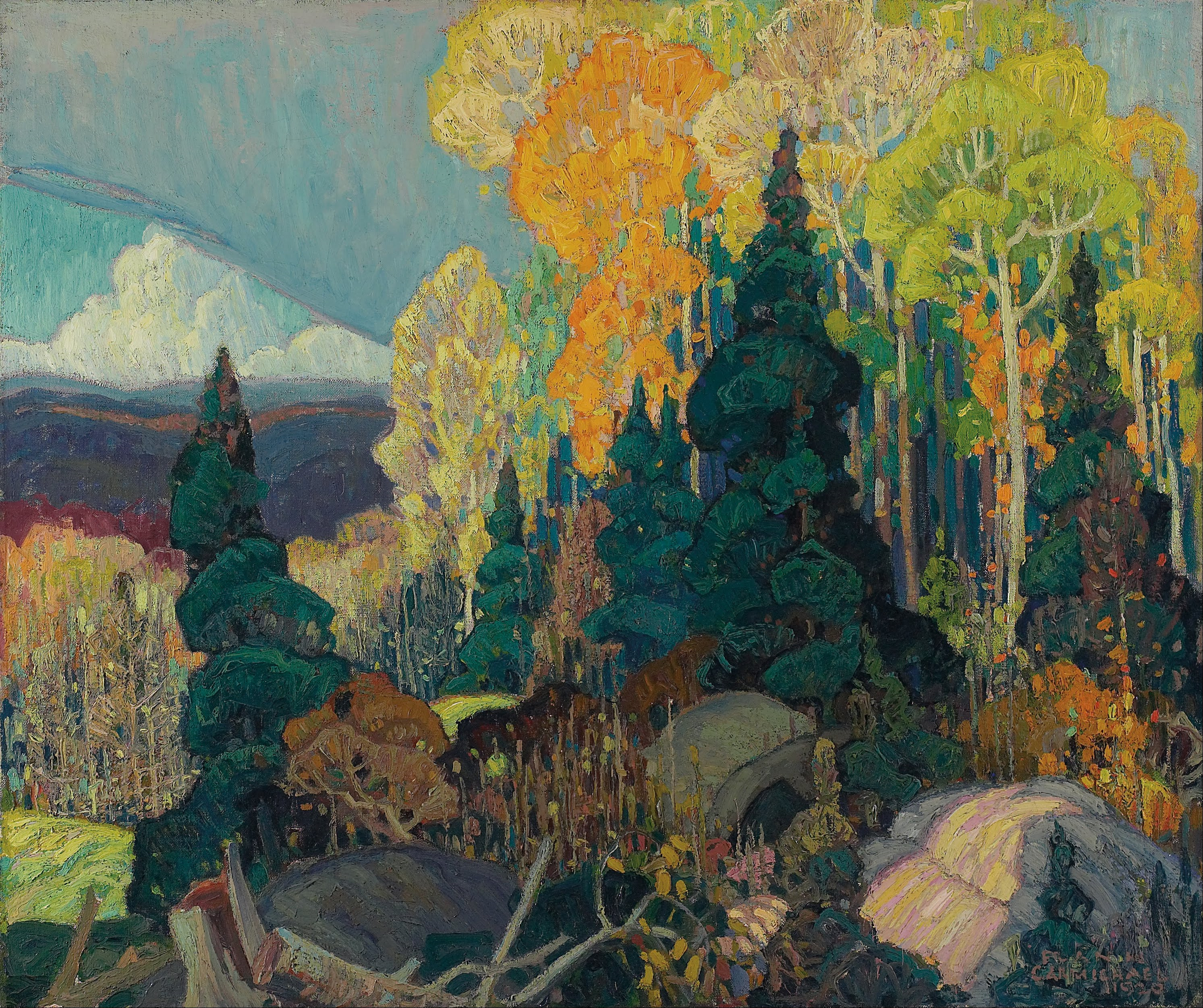
Autumn Hillside (1920)
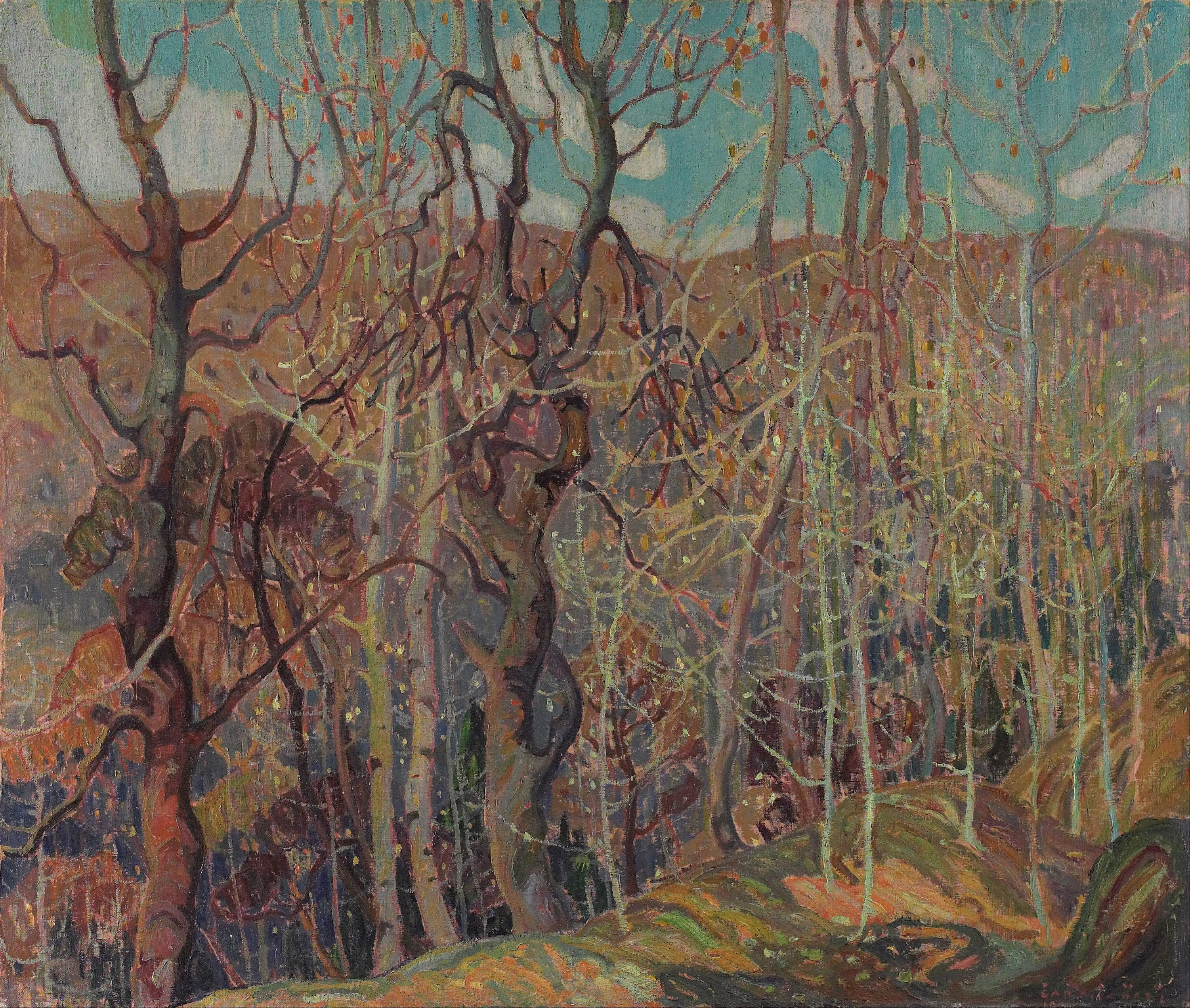
Silvery Tangle (1921)
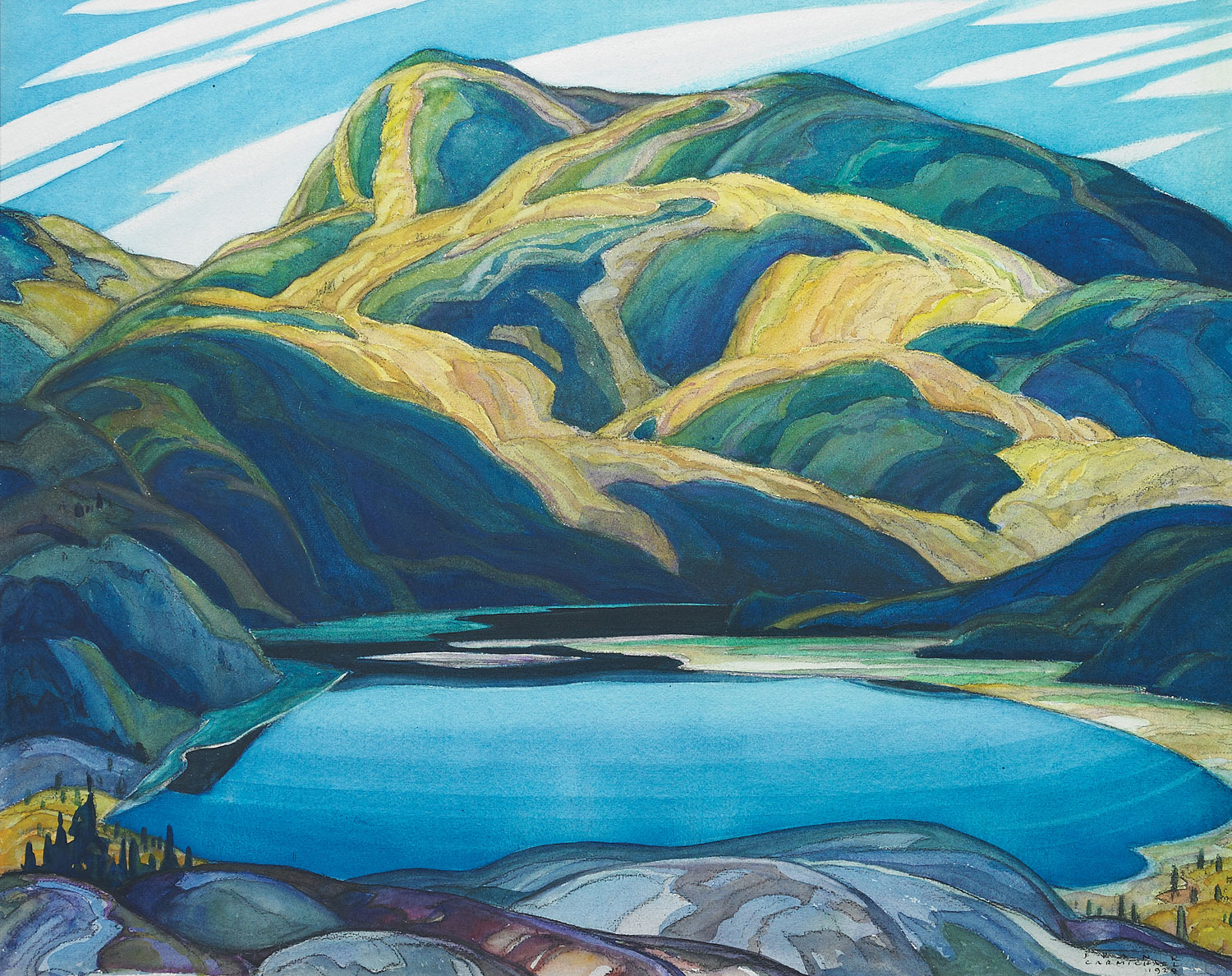
Lone Lake (1929)